# Soziedad Alkoholika
Soziedad Alkoholika (abreviado SA) é uma banda do País Basco, em Espanha, fundada em Vitória, em 1988. Têm um estilo musical thrash, metal, hardcore punk e punk, e letras contra militares, fascistas, racistas e sexistas.

## Discografia
Referências: 

### Álbuns originais
- Soziedad Alkoholika, (1991)
- Y ese que tanto habla..., (1993)
- Ratas, (1995)
- No intente hacer esto en su casa, (1997)
- Directo, (1999)
- Polvo en los ojos, (2000)
- Tiempos oscuros, (2003)
- Mala Sangre, (2008)
- Cadenas de odio, (2011)

### Covers
- Diversiones...?, (1996)

### EP
- Feliz Falsedad, (1992)

### Demo
- Intoxikazión etílika, (1990)